# Tchagra jamesi
La chagra de James (Tchagra jamesi) es una especie de ave paseriforme de la familia Malaconotidae propia del Cuerno de África.
Su nombre conmemora al explorador Frank Linsly James.

## Distribución y hábitat
Se encuentra en Etiopía, Kenia, Somalia, Sudán del Sur, Tanzania, y Uganda. Sus hábitats naturales son la sabana seca y las zonas de arbustos tropicales.